# Тошко Петров
Тошко Петров Тошков е български лекар, професор, академик на БАН. Основоположник на научната хигиена в България.

## Биография
Тошко Петров е роден на 30 април 1872 г. в гр. Ловеч. Учи в родния си град, а средно образование завършва в Класическата гимназия (София). През 1891 – 1897 г. следва медицина в Женева (Швейцария) и Лион (Франция). Дипломира се като лекар със защитена докторска дисертация. Завръща се в България и работи като околийски лекар в Тетевен, Русе и Ботевград. Специализира хигиена в Тулуза и Париж (1905 – 1907).
Работи като санитарен инспектор при Дирекцията на народното здраве (1909 – 1910). Инициатор на създаването и директор на Хигиенния институт в продължение на 17 години. Под негово ръководство израства голяма група лекари-профилактици. Работи по санитарното осигуряване на околиите, разкриването на нови болници и опазване на хората от остри заразни заболявания.
Основател на Катедрата по хигиена и бактериология към Медицинския факултет на Софийския университет и неин ръководител почти до края на живота си. Декан на Медицинския факултет (1920 – 1921, 1924 – 1925). Действителен член на БАН от 1924 г. и председател на Природо-математическия му клон.
Основател на Микробиологическото дружество, Дружеството за хигиена и предпазна медицина. Член на Върховния медицински съвет. Участва във войните за национално обединение (1912 – 1913) като завеждащ санитарната част на Пета армия. За борбата срещу холерната епидемия в армията е награден с Орден „За военна заслуга“.
Член е на Постоянния международен комитет по професионалните болести, Дружеството за обществена и социална хигиена (Париж), Международния научен съвет по земеделие (Рим) и др.
Научноизследователската му дейност обхваща: санитарно дело, хигиена, профилактика, хигиенно проучване на водоснабдяването, храна и хранителни навици, борба с туберкулозата и др. През 1930 г. въвежда ваксинация с „БЦЖ“ при новородени срещу туберкулозата. Публикува над 85 научни труда, съобщения, учебници и ръководство. Сътрудничи на сп. „Съвременна хигиена“, сп. „Хигиенно списание“ и „Известия на Български червен кръст“. Основател и редактор на сп. „Български хигиенен преглед“.
Член на Ловчанското културно-благотворително дружество в гр. София. Активен деец по издаването на поредицата „Ловеч и Ловчанско“. 

## Памет
На професор Тошко Петров е наречена улица в квартал „Люлин“ в София (Карта).
На негово име е учредена Национална Среща по обществено здраве и наградата „Академик Тошко Петров“.